# Carrega Ligure
Carrega Ligure – miejscowość i gmina we Włoszech, w regionie Piemont, w prowincji Alessandria.
Według danych na styczeń 2010 gminę zamieszkiwało 87 osób przy gęstości zaludnienia 1,5 os./1 km².